# Miss Congo (RC)
Pour les articles homonymes, voir Miss.
Ne doit pas être confondu avec Miss Congo (RDC).
Miss Congo ou Miss république du Congo est un concours national de beauté organisé en république du Congo, destiné à des congolaises âgées d'au-moins 18 ans et mesurant au minimum 1,68 m, ouvrant droit pour sa gagnante au titre annuel du même nom.
Le concours Miss Congo est qualificatif pour les concours de beauté internationaux comme Miss International ou Miss Terre.

## Processus d'élection et règlement
La finale se déroule dans la soirée au cours d'une cérémonie nationale, diffusée en direct à la télévision, consiste à faire élire par un jury choisi pour l'événement, une des candidates qui, pendant une année entière, portera le titre de Miss Congo. Les candidates sont les Miss départementales, choisies pour représenter les départements du Congo.
Pour devenir Miss Congo, il faut impérativement :
- être de sexe féminin[1],[2]
- être de nationalité congolaise[1],[2]
- être âgée entre 18 et 25 ans[1],[2]
- mesurer entre 1,68 m et 1,75 m[1],[2]
- être célibataire sans enfants[1],[2]
- être belle et charmante[1],[2]
- disposer d'une beauté intellectuelle[1],[2]

Pour chaque édition, le Comité Miss Congo (Comico) organise l'événement en proposant un thème. Ainsi, pour l'édition 2010, le thème choisi était La connaissance du Brésil; en 2014, le thème était La femme congolaise active, moderne et émancipée; celui de 2015 était Les années,; pour la dix-neuvième édition de Miss Congo en 2016, le thème était Femme et développement.
Le couronnement de la Miss Congo intervient à la suite des différents passages et sorties des candidates en tenue traditionnelle, bikini (ou tenue de plage), ville, soirée, avant de clôturer avec la série des questions réponses qui va déterminer la lauréate parmi les dix finalistes,.
Au final, sur toutes les candidates qui se présentent au concours, seules cinq d'entre elles sont déclarées lauréates. Il s'agit de la Miss, la première dauphine, la deuxième dauphine, la Miss charme et la Miss élégance.

## Histoire de Miss Congo
Le premier concours de beauté organisé au Congo date de 1955, période à laquelle il est appelé Miss Brazza.
En effet, en novembre 1955, les échos d'un concours de beauté circulent à la suite de la publication de l'information par le journal La semaine africaine.
L'élection débuta le 5 novembre 1955, à cette époque coloniale, c'est la première fois que s'organise un concours de beauté. L'événement se tient au bar Buffalo à Poto-Poto, dans la rue Batéké avec une dizaine de candidates.
C'est finalement le dimanche 6 novembre 1955 que la lauréate fut connue. Absente le premier jour (son oncle lui avait interdit de participer), Françoise Gnimaï dit Françoise Makambo, nièce d'Ambroise Noumazalaye, remporta le concours sous les yeux de son oncle. La cérémonie fut présentée par Félicité Safou Safouesse (première speakerine à la télévision nationale congolaise).
Depuis 2004, date à laquelle le nouveau Comité Miss Congo a pris les rênes de l'élection de l'ambassadrice de beauté, 13 Miss ont été élues.
En tout, 19 éditions ont été organisées, dont la dernière Miss Congo a été élue en 2016 et depuis, aucune autre cérémonie a été organisée par le Comité Miss Congo.

## Palmarès des Miss Congo
| Année | Miss Congo             | Département représenté | Note |
| ----- | ---------------------- | ---------------------- | --- |
| 2001  | Henretty Ndinga        |                        | Princesse Malaïka à Miss Malaïka 2002 et Miss Fespam 2003. |
| 2004  | Marina Kolambi         |                        | |
| 2005  | Georgina Maguy Akondzo |                        | |
| 2006  | Blanda Eboundit,       | Brazzaville            | Élue Miss Congo à l'âge de 23 ans et mesurant 1,76 m. Auparavant Miss Brazza 2006. Représentante du Congo à Miss International 2008. Deuxième dauphine à Miss Tourisme Queen International. |
| 2007  | Katissia Kouta         |                        | Élue Miss Congo à l'âge de 22 ans. Représentante du Congo à Miss Terre 2008,. |
| 2008  | Alicia Malanda         |                        | Élue première dauphine à l'issue de l'élection Miss Congo 2008, elle remplace la Miss destituée.                                                                                            |
|       | Kelly Falco            | Brazzaville            | Élue à l'âge de 18 ans et destituée le 9 décembre 2008 pour non-respect des engagements et remplacée par la première dauphine,. Auparavant Miss Brazzaville 2008.                           |
| 2009  | Grâce Obelo            | Brazzaville            | Élue Miss Congo et Miss fair-play à l'âge de 19 ans. Auparavant deuxième dauphine Miss Brazzaville.                                                                                         |
| 2010  | Bel-Benoit Boudzoumou, |                        | Élue Miss Congo à l'âge de 21 ans. |
| 2011  | Eliane Mitsouba        |                        | Représentante du Congo à Miss CEMAC 2015. |
| 2012  | Loïca Kengué           |                        | Élue Miss Congo à l'âge de 18 ans. Représentante du Congo à Miss Fespam 2013. |
| 2013  | Cécilia Makosso        | Niari                  | Élue Miss Congo à l'âge de 18 ans. |
| 2014  | Welcome Atipo          | Kouilou                | Élue Miss Congo à l'âge de 18 ans et mesurant 1,75 m. Destituée par le Comico à cause de son comportement jugé décevant. Auparavant Miss Kouilou 2014.                                      |
| 2015  | Michelle Yako          | Likouala               | Élue Miss Congo à l'âge de 21 ans. Auparavant première dauphine Miss Likouala 2015. |
| 2016  | Destinée Mbama Egnanga | Kouilou                | Élue Miss Congo à l'âge de 18 ans et mesurant 1,68 m. Auparavant première dauphine Miss Kouilou.                                                                                            |

## Sélection départementales
L'édition Miss Congo 2009 a regroupé 24 concurrentes venues des différents départements du pays.
L'élection de Miss Congo 2010 a regroupé 24 candidates qui ont concouru pour le titre de Miss Congo.
Pour l'élection Miss Congo 2014, 29 candidates sont en lice pour le sacre.
Au total 29 candidates ont pris part à l'élection Miss Congo 2015 dont la répartition est la suivante : 3 candidates par comité pour les départements de Brazzaville, Kouilou, Niari, Cuvette et Plateaux; 2 candidates par comité pour les départements de Pointe-Noire, Bouenza, Lékoumou, Likouala et Sangha.
Pour la dix-neuvième édition de Miss Congo organisée en 2016, 27 candidates sont présentes au lieu de 29 à la suite de l'absence des deux représentantes du département de la Sangha pour des raisons personnelles.